# Heiliggeistkirche (Frankfurt am Main)

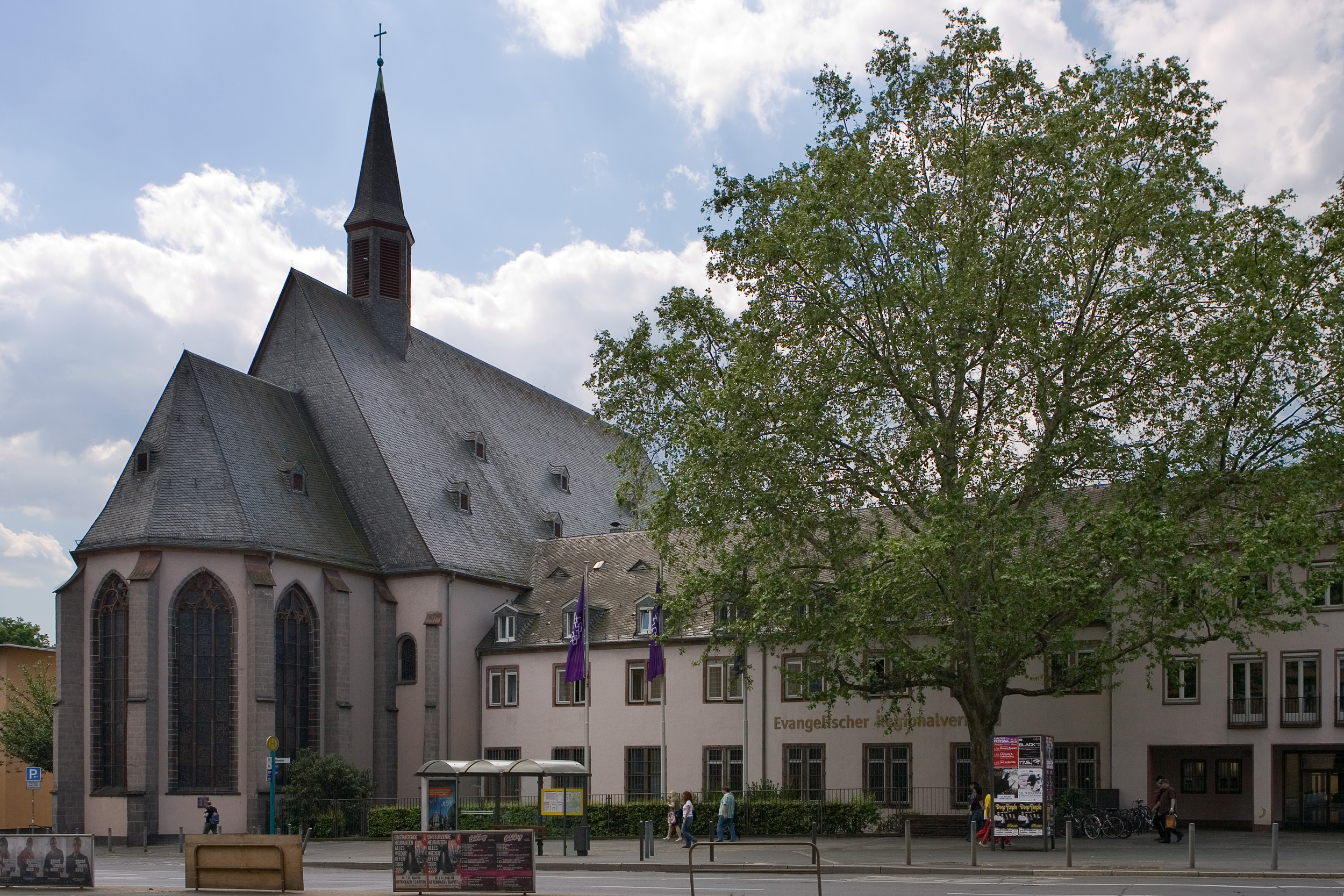
Heiliggeistkirche und Dominikanerkloster

Die Heiliggeistkirche ist eine evangelische Kirche in Frankfurt am Main. Sie wurde am zweiten Advent 1961 als Wiederaufbau der bei einem Luftangriff 1944 zerstörten spätgotischen Hallenkirche des Dominikanerklosters eingeweiht. Das Dominikanerkloster ist Sitz des evangelischen Stadtdekanats Frankfurt am Main und des evangelischen Regionalverbandes, eines Zusammenschlusses aller evangelischen Gemeinden Frankfurts.
Die Heiliggeistkirche im Dominikanerkloster erhielt ihren Namen in der Tradition der 1840 abgerissenen gotischen Heiliggeist-Kirche, die aus der Kirche des Hospitals zum heiligen Geist hervorgegangen war und von 1533 bis 1840 der evangelischen Gemeinde Frankfurts diente.

## Geschichte der Hospitalkirche

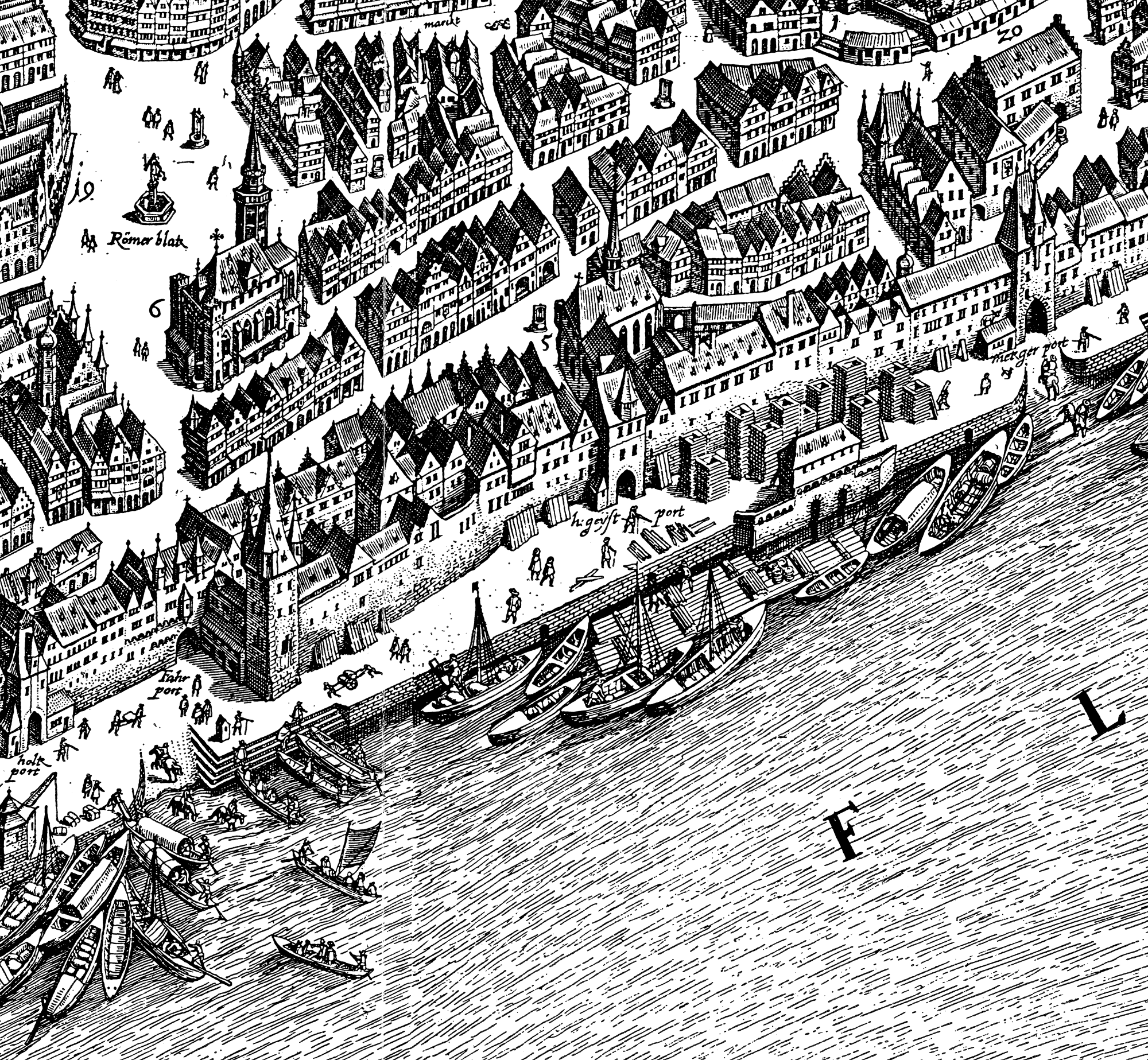
Kirche und Hospital zum heiligen Geist auf dem Merian-Plan von 1628

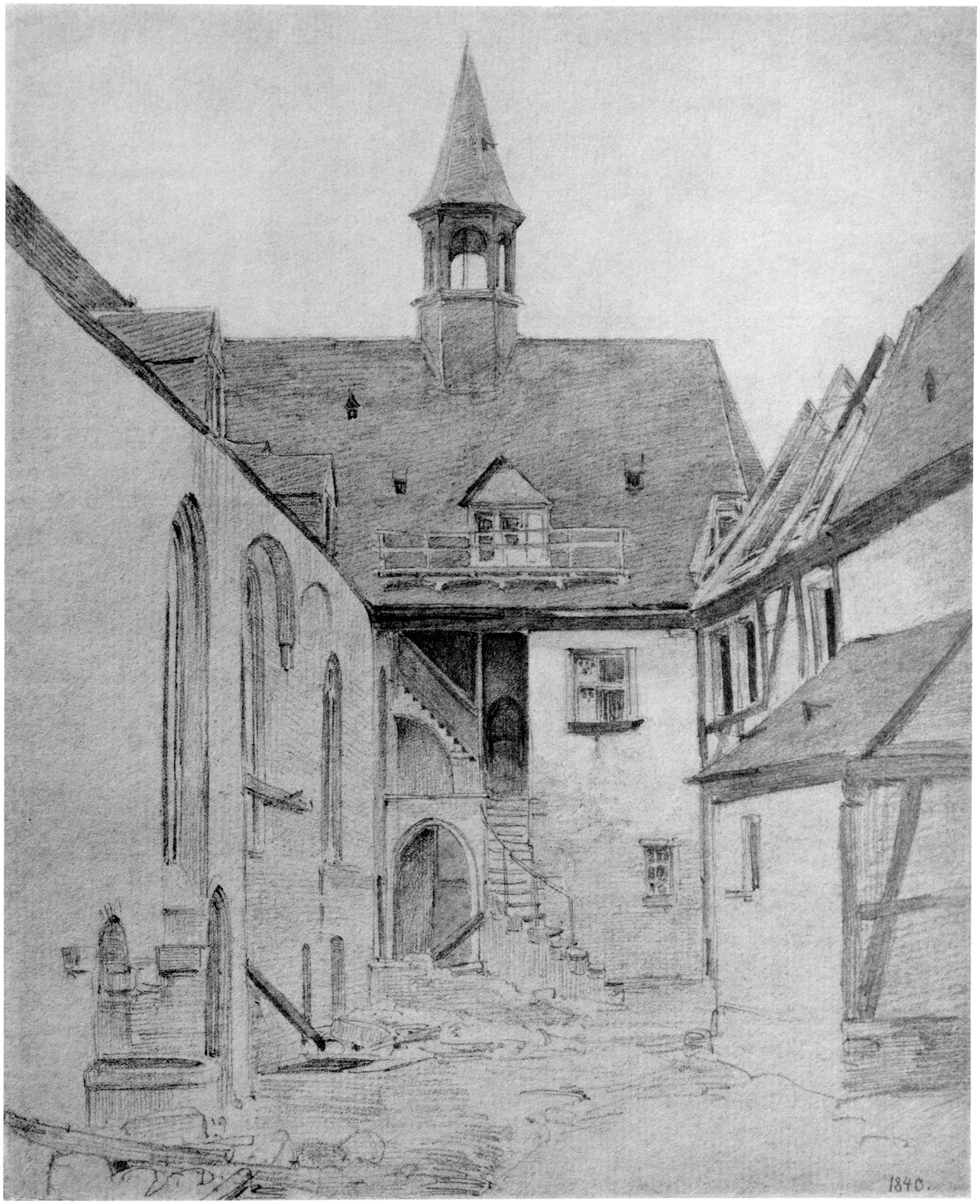
Die Heiliggeist-Kirche kurz vor ihrem Abriss 1840

Die Kirche des Heilig-Geist-Spitals lag an der Südseite des kleinen Heiliggeistplätzchens in der Saalgasse, die vom Kaiserdom St. Bartholomäus zum Saalhof führte. Sie war ursprünglich eine kleine, kurz vor 1288 erbaute Kapelle. In jenem Jahr stifteten 12 italienische Bischöfe den Besuchern dieser Kapelle an bestimmten Festtagen Ablaß. Die Kapelle diente von Anfang an nicht nur der Seelsorge an den Kranken des Spitals, sondern auch den Bewohnern des umliegenden Viertels. Beim Magdalenenhochwasser im Juli 1342 soll die Kapelle vier Schuh hoch unter Wasser gestanden haben. In der Kapelle wurde 1386 Siegfried zum Paradies beigesetzt, neben seiner 1378 verstorbenen Frau Katharina zum Wedel.
1447 spendete der Rat der Stadt zwei Haufen Steine für den Bau einer Sakristei. Er ließ in der Kirche die Monstranz verwahren, die dem Rat bei großen Prozessionen in den Dom und zurück ins Spital diente. 1460 bis 1467 wurde die Kapelle durch einen Neubau ersetzt. Die spätgotische Hallenkirche hatte zwei Joche mit Sterngewölbe, reich geschmückten Kragsteinen und hexagonalem Chor. Das schiefergedeckte Walmdach trug einen kleinen Dachreiter mit anfangs drei kleinen Glocken, die 1723 zu einer großen Glocke von 443 Pfund umgegossen wurden. Zur gleichen Zeit wurde die Krankenhalle erbaut, eine zweischiffige Halle mit je sieben Kreuzgewölben, die sich im rechten Winkel an die Südseite der Kirche anschloss. Von der Halle aus konnten die Kranken dem Gottesdienst beiwohnen. Eine Hälfte der Halle wurde später der Kirche zugeschlagen.
Nach Einführung der Reformation in Frankfurt 1533 wurden alle Heiligenbilder entfernt. Die kleine Kirche diente noch über 300 Jahre der evangelischen Gemeinde. Sie diente häufig als Ausweichquartier, beispielsweise 1668 während der Renovierung der Barfüßerkirche und 1678 bis 1681 beim Neubau der Katharinenkirche und ab 1786 beim Neubau der Paulskirche. Im Siebenjährigen Krieg diente sie von 1759 bis 1762 den französischen Besatzungstruppen als Fourage-Magazin.
Nach 1816 erwog die Freie Stadt Frankfurt, die Kirche zu profanieren und durch die vorher nicht als Gemeindekirche genutzte Alte Nikolaikirche am Römerberg zu ersetzen. Eine entsprechende Klausel war im 1830 erlassenen Dotationsvertrag ausdrücklich enthalten. 1839 zog das Heilig-Geist-Spital in einen großzügigen Neubau an der Langen Gasse um. Am 16. Februar 1840 fand der feierliche Abschiedsgottesdienst in der alten Spitalkirche statt. Pfarrer Becker predigte über das Wort Brechet diesen Tempel und am dritten Tage will ich ihn aufrichten (Joh 2,19 ). Am 20. Februar wurde sie gegen den Widerstand Frankfurter Architekten, Historiker und Politiker an einen privaten Investor verkauft und bis zum Herbst des Jahres abgerissen. Die Epitaphien Siegfrieds und Katharinas sowie anderer Schmuck der Heiliggeist-Kirche wurden in die Nikolaikirche überführt.

## Geistliche der Heiliggeist-Kirche
- Johann Friedrich Starck (1680–1756), ab 1742 Sonntagsprediger an der Heiliggeist-Kirche
- Anton Kirchner (1779–1834), 1807 bis 1823 Pfarrer an der Heiliggeist-Kirche
- Alexander Stein (1789–1833), Frühprediger an der Heiliggeist-Kirche von 1823 bis 1833